# La Libre Esthétique

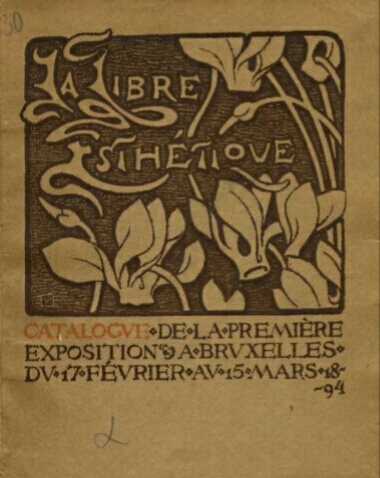
La Libre esthétique: catalogo della prima mostra, tenutasi a Bruxelles dal 17 febbraio al 15 marzo del 1894

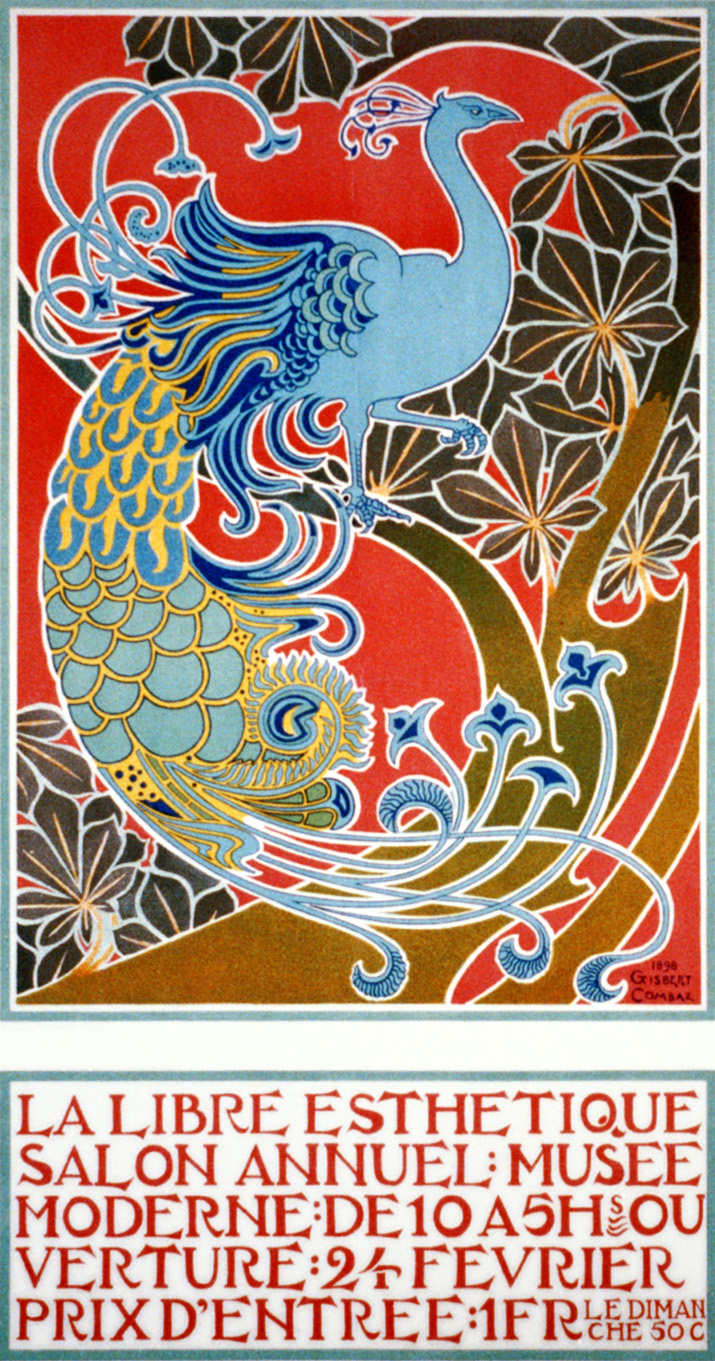
Gisbert Combaz manifesto per il salon annuale del 1898, La Libre Esthétique

La Libre Esthétique (in italiano "L'estetica libera") fu un'associazione artistica belga d'avanguardia, fondata a Bruxelles nel 1894 e succeduta al gruppo Les XX (Les Vingt - I Venti) scioltosi lo stesso anno. Entrambi i gruppi, fondati da Octave Maus, rappresentarono le tendenze artistiche più all'avanguardia seppur con differenti poetiche.
La Libre Esthétique fu creata con lo scopo di allestire grandi mostre annuali di arte contemporanea internazionale di ogni tipo, che vennero organizzate dal 1894 al 1813, sempre corredate da un ampio catalogo.
Lo statuto dell'associazione prevedeva la partecipazione di tutte le arti per le sue esposizioni annuali, ma escludeva gli artisti dalla possibilità di esserne membri, questo per evitare che si creassero sovrapposizioni di ruoli.
Il punto di forza de La Libre Esthétique era l'internazionalizzazione dell'estetica contemporanea, illustrare le sue variazioni su scala europea, le ricerche e le deviazioni, al fine di consentire un giudizio critico sul suo sviluppo.
Oltre alle mostre di arti visive e artigianato, La Libre Esthétique organizzava anche concerti di compositori contemporanei, come il violinista Eugène Ysaÿe e il pianista Théo Ysaÿe, fratelli musicisti ed anche compositori. Durante la prima esposizione del 1894, fu organizzato un festival dedicato a Claude Debussy e fu tenuta una conferenza da Henry van de Velde intitolata L'art futur (L'arte futura).
La prima esposizione si tenne dal 17 febbraio al 15 marzo 1894, vari furono gli artisti partecipanti, tra cui:
Aubrey Beardsley, Eugène Carrière, Pierre Puvis de Chavannes, Henri-Edmond Cross, William Degouve de Nuncques, Maurice Denis, James Ensor, Paul Gauguin, Henri-Gabriel Ibels, Fernand Khnopff, Berthe Morisot, William Morris, Camille Pissarro, Paul-Elie Ranson, Odilon Redon, Auguste Renoir, Théo van Rysselberghe, Jan Toorop, Henri de Toulouse-Lautrec, Guillaume Vogels e George Frederic Watts.
Successivamente vi esposero, anche: Paul Cézanne, Eugène Laermans, Émile Claus, Gisbert Combaz, Alfred Sisley.
L'ultimo salon organizzato da La Libre Esthétique fu nel 1914, anno in cui il Belgio cadde in preda alla prima guerra mondiale.